# Rekordy halowych mistrzostw świata w lekkoatletyce
Rekordy halowych mistrzostw świata w lekkoatletyce – najlepsze rezultaty w historii uzyskane podczas halowych mistrzostw świata.

## Mężczyźni
| Konkurencja               | Rezultat  | Zawodnik                                                                  | Miejsce uzyskania | Data                       | Uwagi         |
| ------------------------- | --------- | ------------------------------------------------------------------------- | ----------------- | -------------------------- | ------------- |
| bieg na 60 m              | 6,37      | Christian Coleman                                                         | Birmingham        | 3 marca 2018               |               |
| bieg na 200 m             | 20,10     | Frank Fredericks                                                          | Maebashi          | 6 marca 1999               |               |
| bieg na 400 m             | 45,00     | Jereem Richards                                                           | Belgrad           | 19 marca 2022              |               |
| bieg na 800 m             | 1:42,67   | Wilson Kipketer                                                           | Paryż             | 9 marca 1997               | Rekord Świata |
| bieg na 1500 m            | 3:32,77   | Samuel Tefera                                                             | Belgrad           | 20 marca 2022              |               |
| bieg na 3000 m            | 7:34,71   | Haile Gebrselassie                                                        | Paryż             | 9 marca 1997               |               |
| bieg na 60 m przez płotki | 7,29      | Grant Holloway                                                            | Belgrad Glasgow   | 20 marca 2022 2 marca 2024 |               |
| sztafeta 4 × 400 m        | 3:01,77   | Polska · Karol Zalewski · Rafał Omelko · Łukasz Krawczuk · Jakub Krzewina | Birmingham        | 4 marca 2018               | Rekord Świata |
| skok wzwyż                | 2,43      | Javier Sotomayor                                                          | Budapeszt         | 4 marca 1989               |               |
| skok o tyczce             | 6,20      | Armand Duplantis                                                          | Belgrad           | 20 marca 2022              |               |
| skok w dal                | 8,62      | Iván Pedroso                                                              | Maebashi          | 7 marca 1999               |               |
| trójskok                  | 17,90     | Teddy Tamgho                                                              | Ad-Dauha          | 14 marca 2010              |               |
| pchnięcie kulą            | 22,77     | Ryan Crouser                                                              | Glasgow           | 1 marca 2024               |               |
| siedmiobój                | 6645 pkt. | Ashton Eaton                                                              | Stambuł           | 10 marca 2012              | Rekord Świata |

## Kobiety
| Konkurencja               | Rezultat  | Zawodnik                                                                                | Miejsce uzyskania | Data          | Uwagi         |
| ------------------------- | --------- | --------------------------------------------------------------------------------------- | ----------------- | ------------- | ------------- |
| bieg na 60 m              | 6,95      | Gail Devers                                                                             | Toronto           | 12 marca 1993 |               |
| bieg na 200 m             | 22,15     | Irina Priwałowa                                                                         | Toronto           | 14 marca 1993 |               |
| bieg na 400 m             | 49,17     | Femke Bol                                                                               | Glasgow           | 2 marca 2024  | Rekord Świata |
| bieg na 800 m             | 1:56,90   | Ludmila Formanová                                                                       | Maebashi          | 7 marca 1999  |               |
| bieg na 1500 m            | 3:54,86   | Gudaf Tsegay                                                                            | Nankin            | 23 marca 2025 |               |
| bieg na 3000 m            | 8:20,87   | Elle Purrier St. Pierre                                                                 | Glasgow           | 2 marca 2024  |               |
| bieg na 60 m przez płotki | 7,65      | Devynne Charlton                                                                        | Glasgow           | 3 marca 2024  | Rekord Świata |
| sztafeta 4 × 400 m        | 3:23,85   | Stany Zjednoczone · Quanera Hayes · Georganne Moline · Shakima Wimbley · Courtney Okolo | Birmingham        | 4 marca 2018  |               |
| skok wzwyż                | 2,05      | Stefka Kostadinowa                                                                      | Indianapolis      | 8 marca 1987  |               |
| skok o tyczce             | 4,95      | Sandi Morris                                                                            | Birmingham        | 3 marca 2018  |               |
| skok w dal                | 7,23      | Brittney Reese                                                                          | Stambuł           | 11 marca 2012 |               |
| trójskok                  | 15,74     | Yulimar Rojas                                                                           | Belgrad           | 20 marca 2022 |               |
| pchnięcie kulą            | 20,85     | Nadzieja Astapczuk                                                                      | Ad-Dauha          | 14 marca 2010 |               |
| pięciobój                 | 5013 pkt. | Natalija Dobrynska                                                                      | Stambuł           | 9 marca 2012  |               |